# 農芸化学
農芸化学（のうげいかがく、英語: Agricultural chemistry）は、農学の一分野であり、化学を応用して生命・食・環境に関してはば広く研究する学問である。
日本農芸化学会が日本の農芸化学分野の学会である。

## 歴史
農芸化学という学問名称は明治初期に西欧から学問を導入するにあたって、ドイツ語の「Agrikulturchemie」、英語の「Agricultural Chemistry」の翻訳語として使われ始めた。当時、「農産物」とは別に、それらに技術的な加工を加えたもの指す「農芸物」という単語があった。一時期は別の訳語である「農業化学」や「農用化学」と混用されていたものの、幅広い応用範囲から「技術・芸術を意味する『芸』の文字が入った『農芸化学』の方が適当であると考えられるようになった」のではないかと日本農芸化学会は推測している。
伝統的には、土壌や肥料に関する研究（土壌学、植物栄養学）、農薬に関する研究（農薬学、天然物有機化学）、発酵や醸造に関する研究（発酵学、醸造学）などが農芸化学者によって行われてきた。
欧米の農業化学が「化学の斬新な知識と技術をもちこんで、農業と食糧の生産を高めようとするもの」
であり、その後も「ほぼこの原点およびその付近にある」のに対して、日本の農芸化学は独自の発展を遂げた、と1974年に藤野安彦（帯広畜産大学）と高尾彰一（北海道大学）は述べている。現在の日本では、研究対象は、農芸化学という学問を明確に定義できないほどに生物工学の全領域にわたって拡散しており、農芸化学という言葉だけから研究対象を想像するのは難しくなっている。農芸化学には固有の方法論があるわけではなく、生化学、有機化学、分子生物学、生命工学などの分野とそこから枝分かれした多種多様な方法論を共有している。
「農芸化学」が農学の一分野として認識され始めたのは 1900年頃のことで、その後、大学などの農学部に農芸化学科が設置されるようになった。1990年代から、生物工学の台頭や大学院重点化に合わせて各大学の農学部農芸化学科が他の学科と再編するなどして、生物応用化学科、生命科学科、生命機能化学科、生命工学科などへ衣替えをしていった。その後、約1万1000人の会員（2014年）を擁する日本農芸化学会が存在するにもかかわらず、農芸化学科または農芸化学専攻を持つ大学や大学院は明治大学（農学部）と東京農業大学大学院（農学研究科）のみとなったが、高知大学では2016年に農芸化学科が再設置され、東京農業大学では2018年4月より応用生物科学部の生物応用化学科が農芸化学科に名称を戻している。なお、名称にかかわらず、現在でもカリキュラムは物理化学・無機化学・有機化学・生物化学・生化学・分子生物学など化学を基礎にしている点については共通している。
日本農芸化学会では　農芸化学が学べる大学、大学院を紹介している。

## 欧米の「農業化学」の歴史
- 1761年、ユーハン・ゴットシャルク・ヴァレリウス（英語版）が先駆的な著作『Agriculturae fundamenta chemica（Åkerbrukets chemiska grunder）（農業基礎化学）』を出版した[10]。
- 1815年、ハンフリー・デービーが『Elements of agricultural chemistry（農業化学の諸原理）』を出版した[11]。
- 1842年、ユストゥス・フォン・リービッヒが『Animal Chemistry or Organic Chemistry in its applications to Physiology and Pathology（動物化学または有機化学の生理学および病理学への応用）』を出版した[12][13]。
- 1845-1850年、イェンス・ベルセリウスが『Traité de chimie minérale, végétale et animal（鉱物、植物、および動物化学論）』 (6 vols., 1845–50) を出版した[14]。
- 1860-1874年、ジャン・バティスト・ブサンゴーが『Agronomie, chimie agricole, et physiologie（農学、農業化学、および生理学）』(5 vols., 1860–1874; 2nd ed., 1884) を出版した。
- 1868年、サミュエル・ウィリアム・ジョンソン（英語版）が『How Crops Grow』を出版した[15]。
- 1870年、S・W・ジョンソンが『How Crops Feed: A treatise on the atmosphere and soil as related to the nutrition of agricultural plants』を出版したJohnson, Samuel William (1870), How crops feed: a treatise on the atmosphere and soil as related to the nutrition of agricultural plants, New York City: Orange Judd and Company, LCCN 12-12383.。
- 1872年、カール・ハインリヒ・リットハウゼン（英語版）が『Protein bodies in grains, legumes, and linseed. Contributions to the physiology of seeds for cultivation, nutrition, and fodder』を出版した[16]。